# Blommersia domerguei
Blommersia domerguei is een kikker uit de familie gouden kikkers (Mantellidae). De soort werd voor het eerst wetenschappelijk beschreven door Jean Marius René Guibé in 1974. De soort behoort tot het geslacht Blommersia. De soortaanduiding domerguei is een eerbetoon aan Charles Domergue.

## Leefgebied
De kikker is endemisch in Madagaskar. De soort komt voor in het oosten van het eiland en leeft in de subtropische bossen van Madagaskar en in de bergen, zo ook op het Andringitramassief, op een hoogte van 900 tot 2000 meter.

## Beschrijving
De soort heeft een lengte tussen de 15 en 20 millimeter. De rug is bruin met daarop donkerbruine strepen.

## Synoniemen
- Gephyromantis domerguei Guibé, 1974
- Mantidactylus domerguei (Guibé, 1974)